# United Plankton Pictures
United Plankton Pictures è una studio di animazione statunitense fondato da Stephen Hillenburg. Ha creato molti programmi televisivi originali per Nickelodeon, tra cui la celebre e pluripremiata serie animata SpongeBob. Dagli anni 2010, lo studio ha anche prodotto le proprie serie basate su IP preesisenti acquistate da Paramount Global.

## Produzioni

### Serie animate
- SpongeBob (1999-in corso)
- Kamp Koral: SpongeBob al campo estivo (2021-in corso)
- Lo show di Patrick Stella (2021-in corso)

### Corti
- SpongeBob SquarePants 4-D (2002)

### Film
- SpongeBob - Il film (2004)
- SpongeBob - Fuori dall'acqua (2015)
- SpongeBob - Amici in fuga (2020)

### Serie a fumetti
- SpongeBob Comics (2011-2018)